# Pfarrkirche Lieding

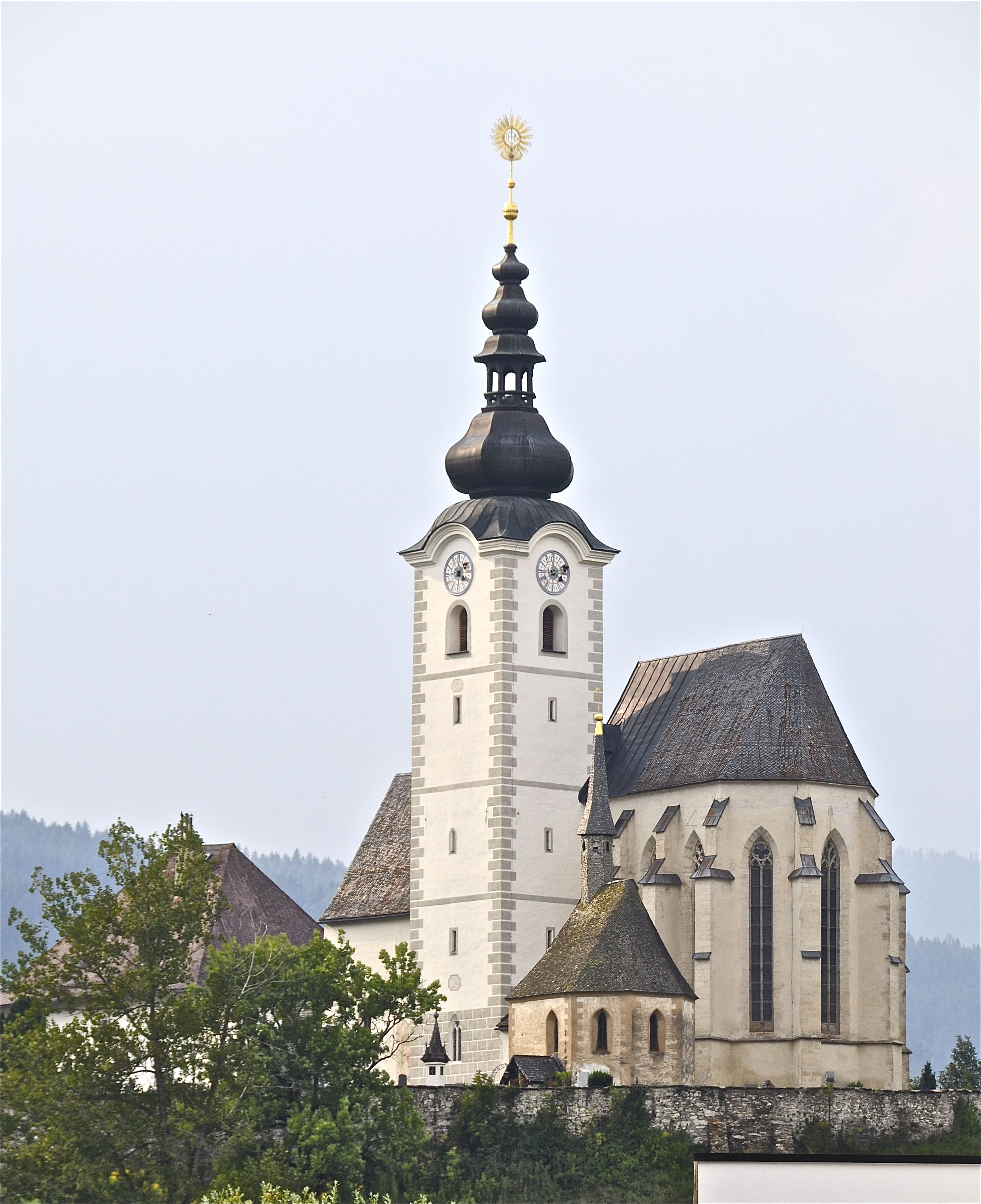
Pfarrkirche Lieding mit Karner

Die römisch-katholische Pfarrkirche Lieding in der gleichnamigen Ortschaft der Stadtgemeinde Straßburg in Kärnten ist der heiligen Margaretha geweiht. Das Kirchengebäude (Listeneintrag) sowie der Pfarrhof (Listeneintrag) stehen unter Denkmalschutz.

## Geschichte
Die Kirche wurde im Jahr 975 von Gräfin Imma – wahrscheinlich Großmutter der heiligen Hemma von Gurk – an ihrem heutigen Standort gegründet und 1043 erstmals im Zusammenhang mit Hemma urkundlich erwähnt 1131 wurde sie Pfarrkirche und zählt damit zu den Urpfarren in Kärnten. Im Jahr 1158 wurde ein Pfarrer Otto de Livbedingen genannt.

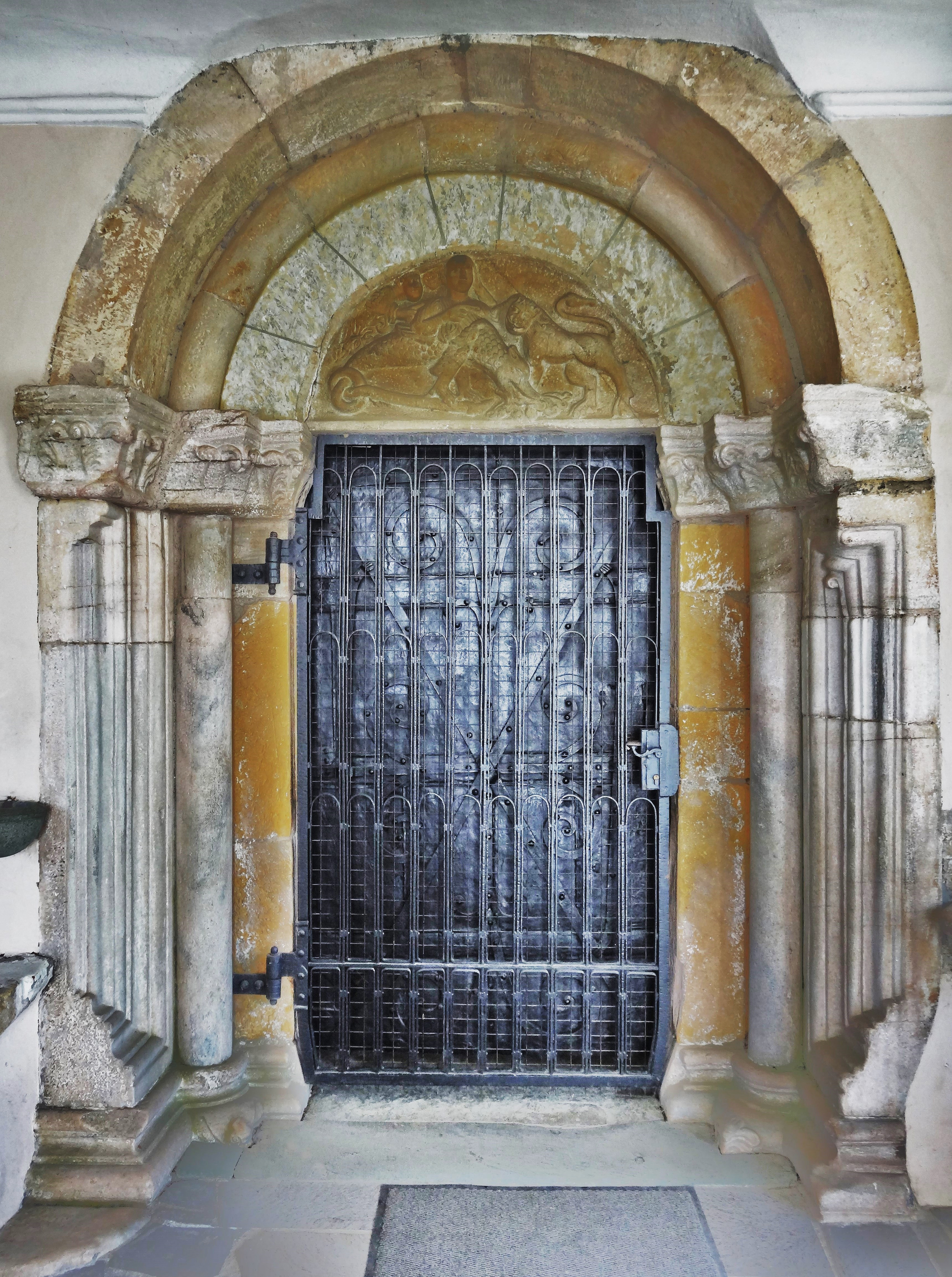
Das romanische Portal

Nach einem Brand um 1200 wurde die Kirche durch einen Neubau ersetzt. Von diesem blieben das Westportal und die Mauern des Langhauses erhalten. Unter Bischof Gerold (1326–1333) wurde Lieding dem Kollegiatkapitel Straßburg unterstellt. Die Pröpste von Straßburg waren über lange Zeit Inhaber der reichen Pfarre Lieding; einige residierten auch hier. Zwischen 1330 und 1350 entstand eine dreischiffige frühgotische Hallenkrypta. Über ihr errichtete man den Chor und baute an der Südseite des Kirchenschiffs einen viergeschoßigen Turm an, in dem sich bis 1770 eine Taufkapelle befand. Diese war mit Fresken aus der ersten Hälfte des 14. Jahrhunderts versehen, die das Leben Johannes des Täufers schilderten. Sie sind heute übertüncht, sichtbar ist nur die Enthauptung des Täufers geblieben.
Zur Zeit der Türkeneinfälle in der zweiten Hälfte des 15. Jahrhunderts wurde die Kirchenanlage wehrhaft ausgebaut, wobei Kirche, Karner, Pfarrhof und das Wirtschaftsgebäude verteidigungsgemäß miteinander verbunden wurden. Die damals errichteten Mauern sind nicht mehr erhalten, lediglich die eisenbeschlagenen Türen des Pfarrhofs zeugen noch von der einst wehrhaften Funktion.
Zur Zeit des Barock erhielt die Kirche ihre Inneneinrichtung, die gotischen Maßwerkfenster des Langhauses bekamen bogenförmige Abschlüsse, das Gewölbe des Schiffs wurde erneuert, der Turm um ein Geschoß erhöht und mit einem Zwiebelhelm bekrönt. Man errichtete die zweijochige Sakristei mit Kreuzgratgewölbe, baute im Westen die Vorhalle an die Kirche an und an die Nordseite zwei Stützpfeiler.
Zur Tausend-Jahr-Feier 1975 wurde die Kirche innen restauriert. Da die Fresken in Langhaus und Chor aus dem 14., 15. und 18. Jahrhundert schlecht erhalten waren, wurden sie bei der Restaurierung der Kirche wieder übertüncht. Im Jahr 2007 wurde die neue Margaretenglocke der Firma Grassmayr aus Innsbruck geweiht.
Die Pfarre Lieding umfasst heute noch einen Großteil des Gebietes von Straßburg. Früher lag die Pfarre Straßburg wie eine Insel innerhalb des Pfarrgebietes von Lieding.

## Baubeschreibung

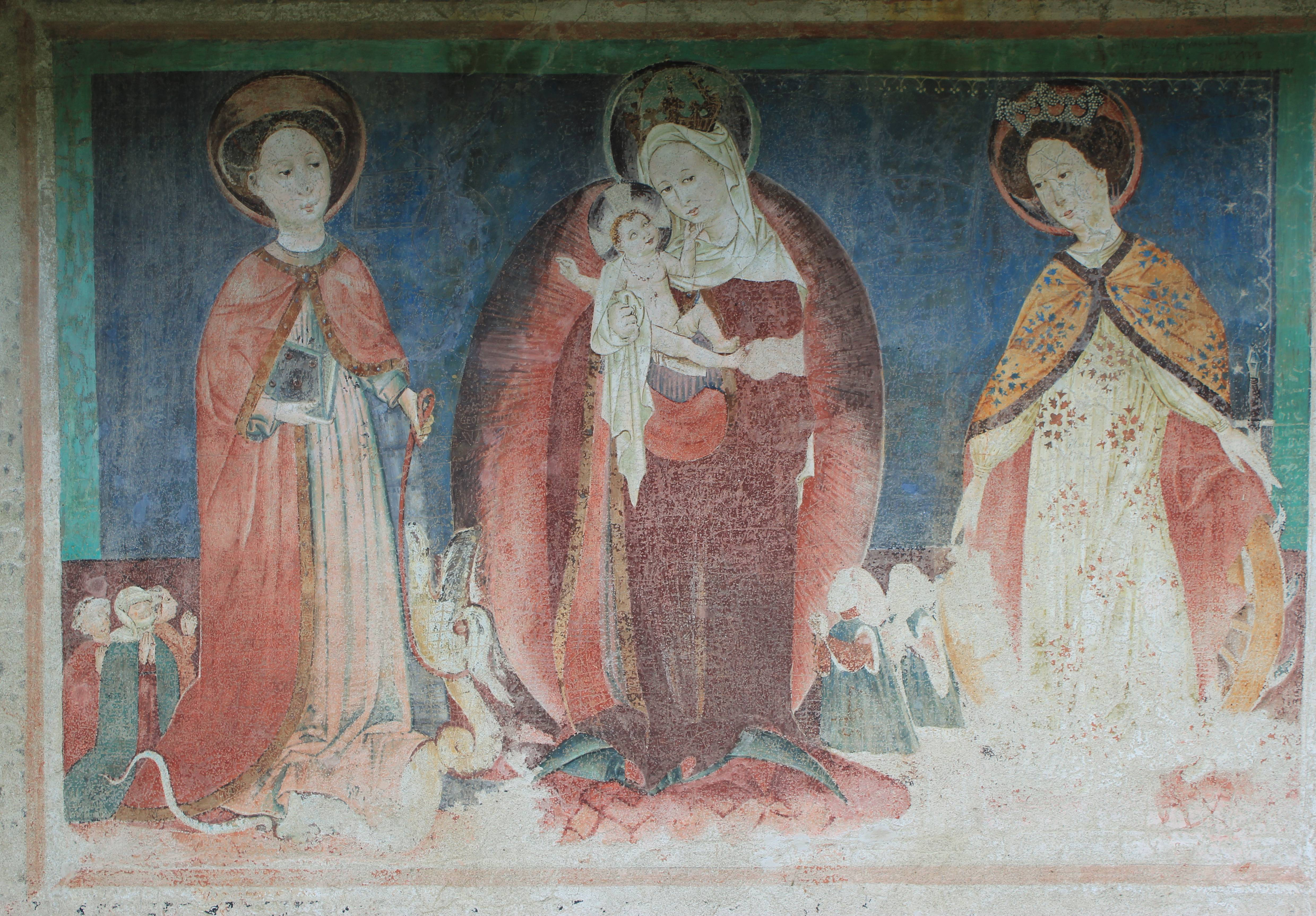
Maria mit Kind zwischen Margaretha und Katharina

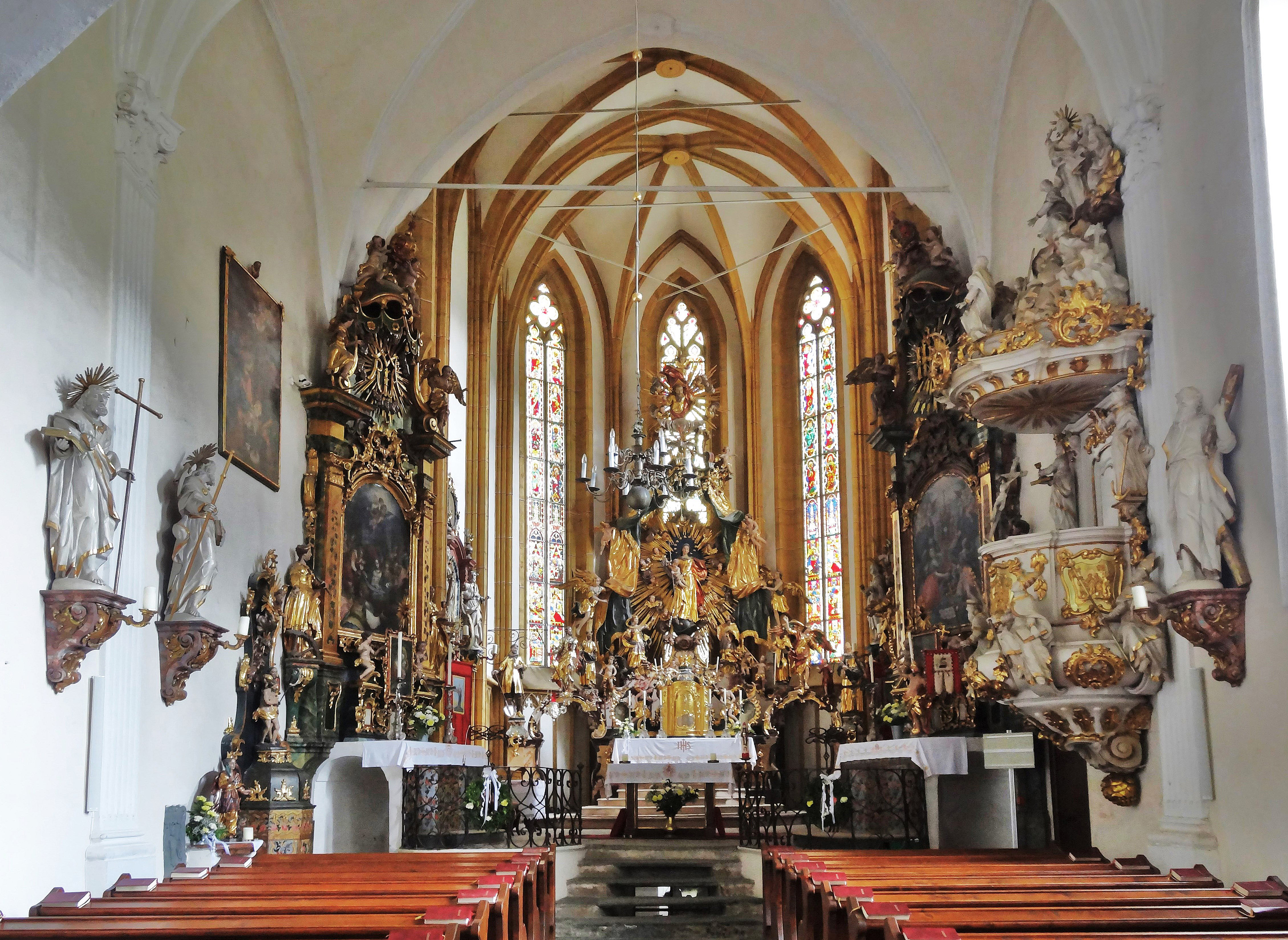
Blick zum Chor

### Chor
Der aus der ersten Hälfte des 14. Jahrhunderts stammende Chor liegt fünf Stufen über dem Langhaus und ist von gleicher Breite wie das Schiff. Er erstreckt sich über zwei Joche und besitzt einen 5/8-Schluss. Über reich profilierten, kapitelllosen Wandpfeilern ist ein Kreuzrippengewölbe angebracht. Die zweiteiligen hohen Maßwerkfenster im Chorschluss wurden 1343 von Ortolfus Rattensperger und seiner Gemahlin gestiftet.
An der nördlichen Außenwand des Chors ist ein gut erhaltenes Fresko aus der Zeit um 1460 zu sehen. Dargestellt ist Maria mit ihrem Kind im Strahlenmantel, flankiert von den heiligen Frauen Margaretha und Katharina. Links kniet das klein gemalte Stifterpaar. Schlechter erhalten ist das Fresko daneben aus dem 17. Jahrhundert, das die Gottesmutter zeigt, wie sie dem heiligen Bernhard das Skapulier überreicht.

### Langhaus
Das Langhaus ist einschiffig und vierjochig, hat eine spätgotische Spitztonne mit Stichkappen sowie barocke Pilaster mit Kompositkapitellen. In der südlichen Langhauswand befinden sich barock umgestaltete Fenster, die Nordseite ist fensterlos. Die spätgotische Westempore ist zweijochig und mit Spitzbogen und Kreuzgratgewölben auf Rundpfeilern unterwölbt. Die Empore ist mit einer stuckierten Brüstung aus der Mitte des 18. Jahrhunderts versehen und trägt die Orgel. Das Stufenportal besteht aus einem eingestellten Säulenpaar, einem Rundbogen, einem Rundwulst und einem Bogenrelief. Es ist von einer geschlossenen barocken Vorhalle umgeben.
An der südlichen Außenwand des Schiffs befinden sich ein fragmentarisches Christophorusfresko und ein spätbarockes Holzkruzifix.

## Ausstattung
Die Ausstattung stammt großenteils aus dem späten 18. Jahrhundert und wurde von Johann Georg Hittinger und dessen Werkstatt erschaffen.

### Chor

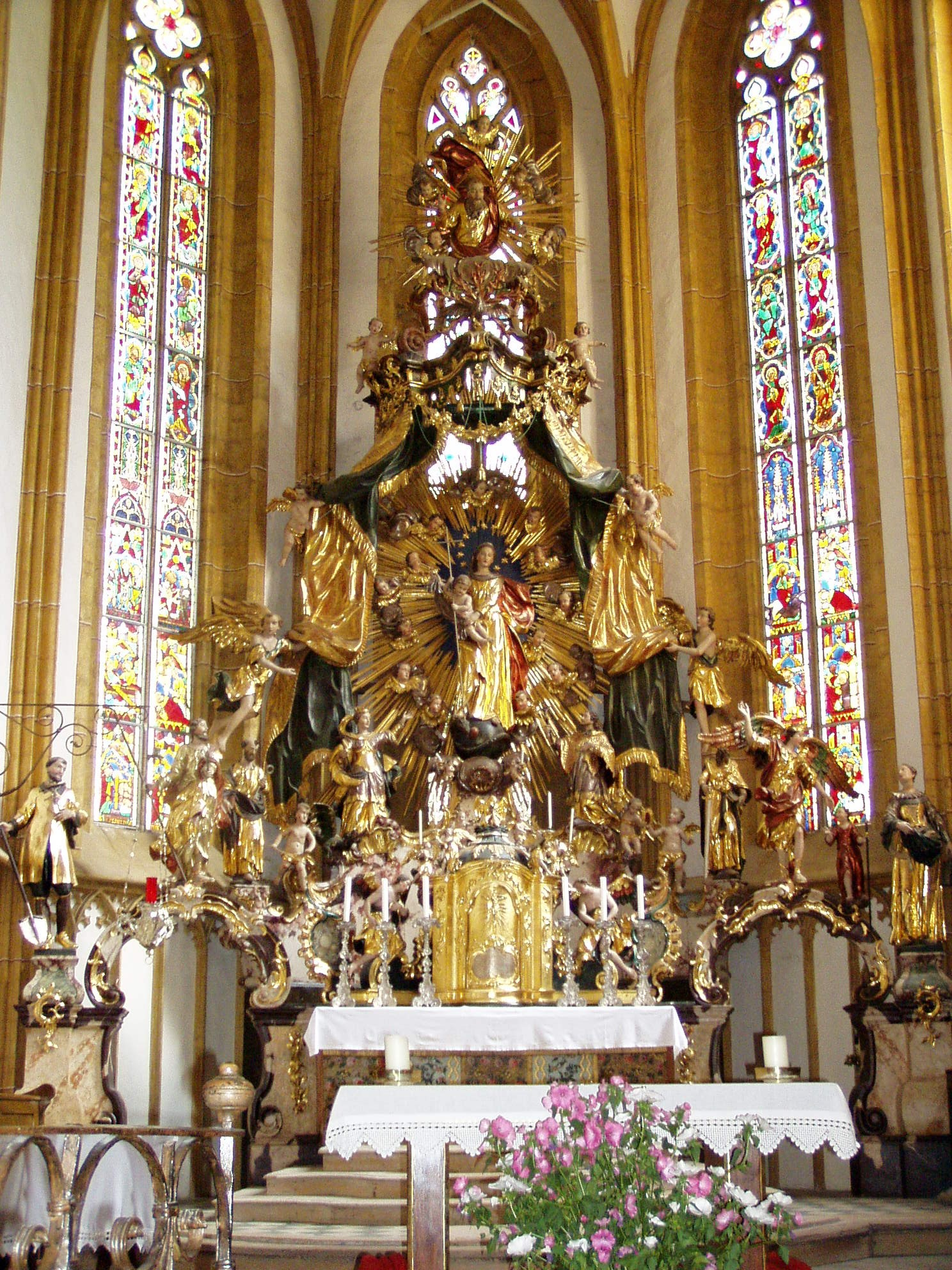
Hochaltar von 1771

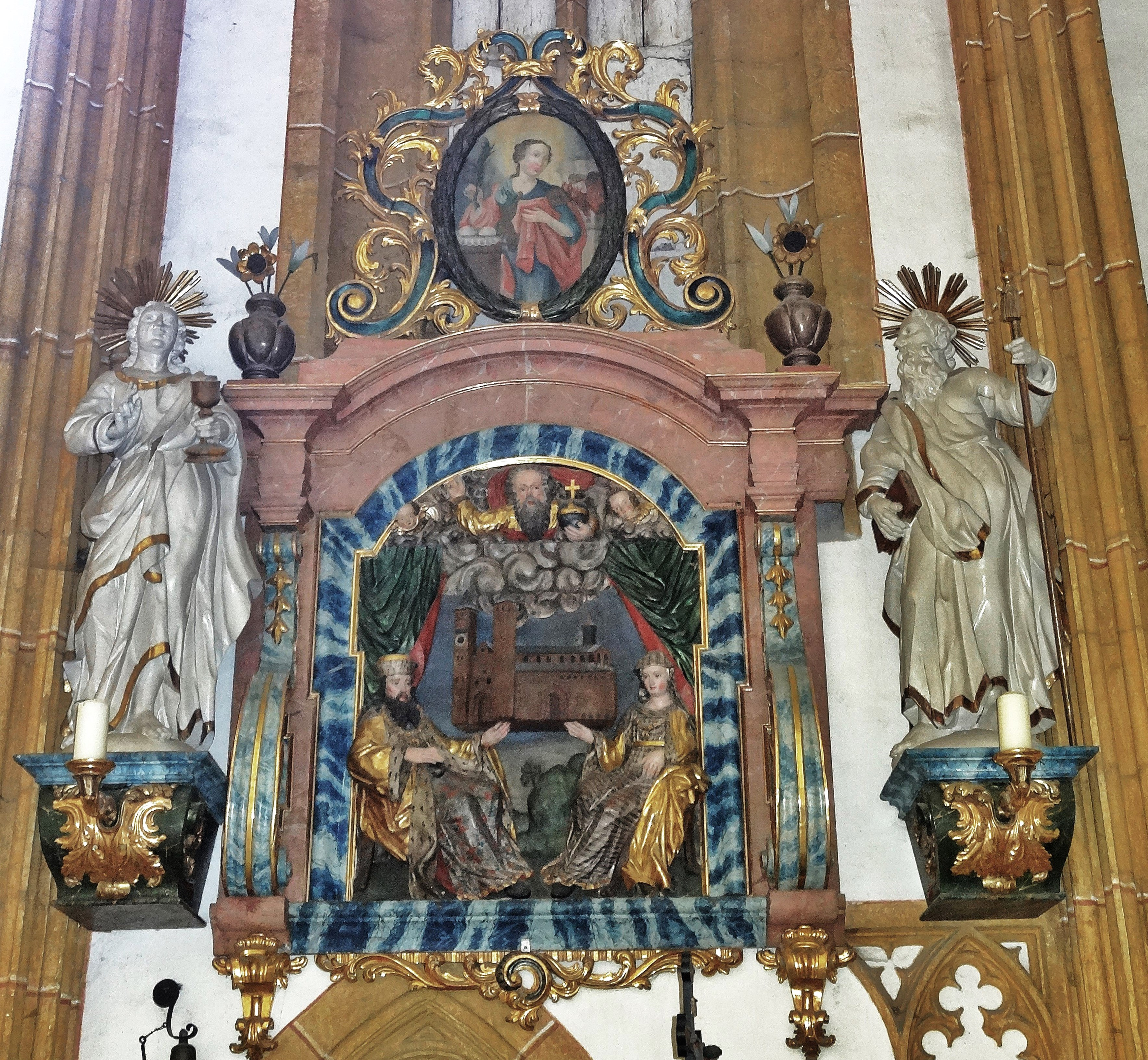
Reliefbild von 1670

Die Glasmalereien in den Fenstern stammen von 1340/1350 und zeigen in einem Zyklus von 28 Scheiben unter anderen folgende Motive: Szenen aus dem Leben der Heiligen Katharina und Margaretha, den Gnadenstuhl, Apostel, verschiedene Heilige und Christus als Lehrer.
Der Hochaltar von Hittinger (1771) ist ein Meisterwerk des Spätbarock und passt sich gut zwischen die Glasfenster des Chores ein, ohne deren Motive zu verdecken. Ohne Verwendung von Säulen wächst das Retabel aus dem prunkvollen Tabernakel empor, der von Engeln und Putten umrahmt ist. Weitere Engel und Putten halten den geschnitzten Vorhang eines Baldachins, um den Blick auf die Statue der Maria vom Siege freizugeben, die von einem mit Engelsköpfen besetzten Strahlenkranz umgeben ist. Maria, deren Haupt von zwölf Sternen umkränzt ist, steht auf der von einer Schlange mit einem Apfel umwundenen Weltkugel und hält den Jesusknaben in den Armen, der mit seinem langen Kreuzstab die Schlange tötet. Über dem Baldachin erscheint Gottvater über ein paar Wolken, unter denen die Taube des Heiligen Geistes schwebt. Zu Füßen Mariens befinden sich seitlich die Statuen der heiligen Margaretha und des Johannes Nepomuk. Etwas tiefer stehen Petrus und Paulus, seitlich über den Bögen des Altarumganges links der heilige Josef und rechts ein Schutzengel mit einem Kind und ganz außen die Heiligen Isidor und Notburga. Die Figur des Josef wird auch als Jakobus der Ältere gedeutet.
Gegenüber der nordseitigen Sakramentsnische mit einem Lamm Gottes als Reliefdarstellung im Bogenfeld befinden sich an der Südseite des Chores dreiteilige Sedilien in einer Nische. Über dem Zugang zur Sakristei hängt ein Reliefbild von 1670, das die heilige Hemma und ihren Gatten Wilhelm zeigt, wie sie ein Modell des Gurker Domes dem über den Wolken erscheinenden Gottvater darbringen. Um 1720 wurde dem Relief ein Aufsatz mit einem Ovalbild der heiligen Agathe beigefügt. Flankiert wird das Relief von Statuen der Apostel Johannes und Thomas. Auf der Nordseite gegenüber hängt ein Schnitzwerk mit einem Bild des heiligen Antonius von Padua in der Mitte. Dieses wurde um 1720 von Josef Ferdinand Fromiller gemalt. Im Aufsatz ist die heilige Katharina dargestellt. An den beiden Seiten stehen Statuen der Apostel Judas Thaddäus und Simon in Majolikafassung.

### Langhaus
Die beiden Seitenaltäre von 1777 wurden ebenfalls von Hittinger geschaffen. Sie stehen schräggestellt in den Langhausecken. Der Altar an der Nordseite zeigt ein Bild der Geburt Christi mit der Anbetung der Hirten, von rokokohaften Ornamenten umrahmt. Im Aufsatz ist das Marienmonogramm zu sehen. An den Seiten stehen Statuen der heiligen Katharina und Barbara. Der südseitige Altar trägt ein Bild mit schwebenden Engeln, die eine große Monstranz mit einer Hostie halten. Über dem Bild ist das Jesusmonogramm IHS angebracht. Die beiden Statuen an den Flanken des Altares werden als Ignatius von Loyola und Franz Xaver gedeutet.
Hochaltar und Seitenaltäre werden in der Fastenzeit mit Fastentüchern aus der zweiten Hälfte des 18. Jahrhunderts verhängt, die mit Öl auf Leinwand bemalt sind. Sie gehören zum einszenigen Typ und zeigen Geißelung, Dornenkrönung und Kreuzigung Jesu. Die Szene der Geißelung verhüllt den linken Seitenaltar, die der Dornenkrönung den rechten. Die beiden Tücher sind je 2,00 Meter breit und 2,50 Meter hoch. Das für den Hochaltar bestimmte Tuch mit der Kreuzigung misst 2,80 mal 4,20 Meter. Der Gekreuzigte wird von Maria und Johannes flankiert, während Maria Magdalena kniend den Kreuzstamm umfasst. Am unteren Rand gibt es auf einem weißen Streifen eine Inschrift: „Vater verzeih Ihnen, denn Sie wissen nicht was Sie thun.“

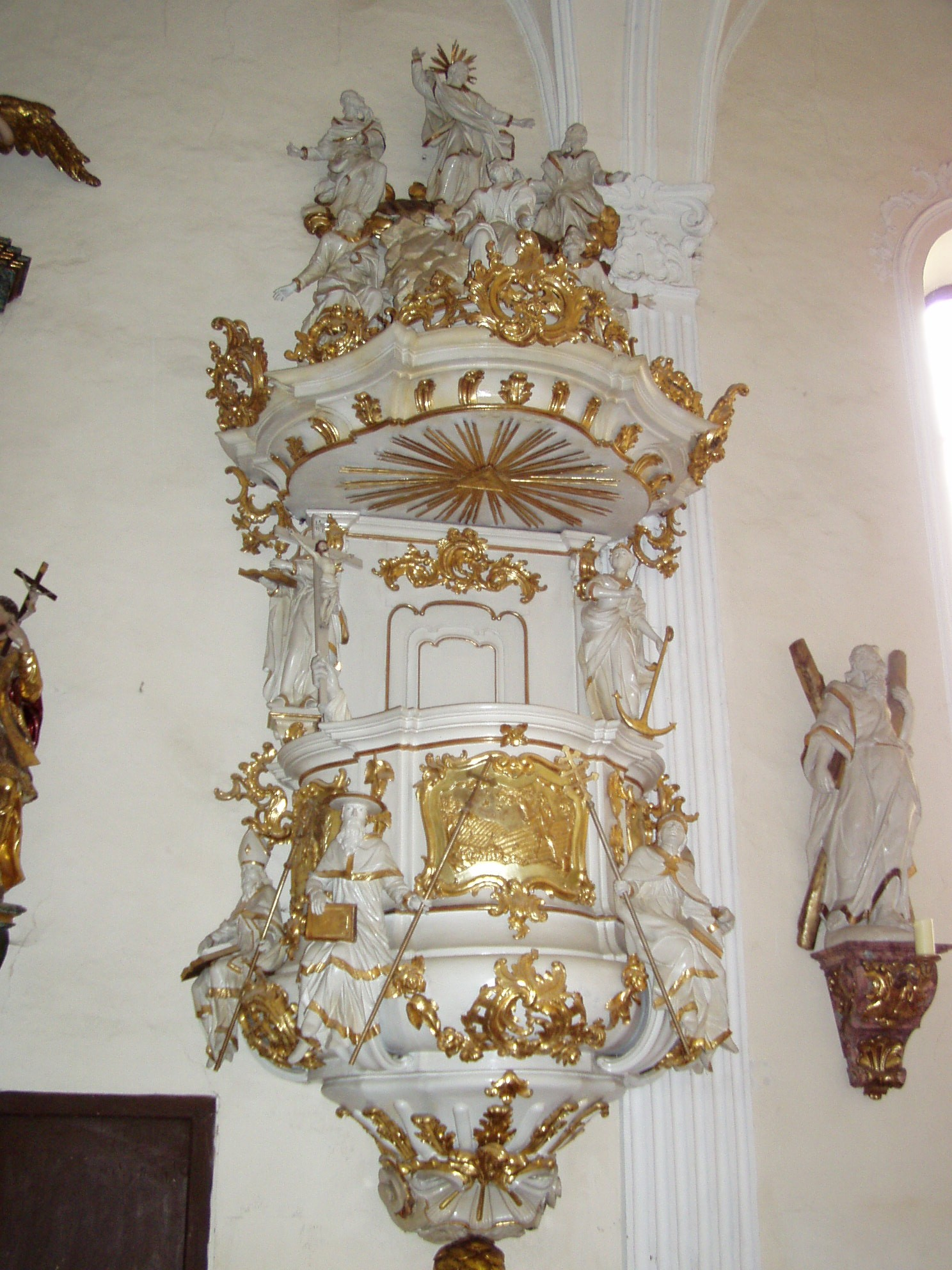
Kanzel

Die in Weiß und Gold gehaltene Kanzel stammt ebenfalls von Hittinger. Ihren Korb zieren Statuen der vier lateinischen Kirchenväter. Zwischen ihnen sind drei vergoldete Reliefs mit der Taufe Christi, dem Gleichnis vom Sämann und dem Gang der Jünger nach Emmaus angebracht. Über dem Korb stellt auf der linken Seite hinter einem nach oben ragenden Arm mit einem Kruzifix eine Frau mit Kelch und Buch den Glauben dar, auf der rechten Seite eine Frau mit einem Anker die Hoffnung. Den Schalldeckel schmückt ein kleiner Berg, auf dem die Verklärung Christi zu sehen ist: Vor den Augen von drei Aposteln erscheinen Mose und Elija bei Jesus. Zu Füßen des Mose liegen die Zehn-Gebote-Tafeln.
Der Taufstein wurde um 1770 von Hittinger barockisiert. Vor einem im Stil des Rokoko gestalteten Rahmen ziert den Deckel eine Schnitzgruppe der Taufe Christi durch Johannes, über der der Heilige Geist in Gestalt einer Taube und Gottvater schweben. In der Nähe des Taufsteins ist eine Grabplatte mit dem Relief eines Fatschenkindes in die Wand eingemauert, das Katharina Susanna Prandtl darstellen soll, die 1649 im Alter von zehn Tagen starb. Links vom Taufstein steht eine kleine barocke Statue der heiligen Margaretha auf einer Platte, die zu einer Nische gehört.
An den Chor- und Langhauswänden stehen auf Konsolen lebensgroße, weiß-gold gefasste Apostel-Figuren aus der Zeit um 1770, die Hittinger zugeschrieben werden. Ebenfalls von ihm stammen zwei Erzengel an der Brüstung der Orgelempore, der linke mit Flammenschwert und Schild, der rechte mit Seelenwaage und Posaune. Von einer Orgel aus dem späten 18. Jahrhundert ist nur noch das Gehäuse erhalten.

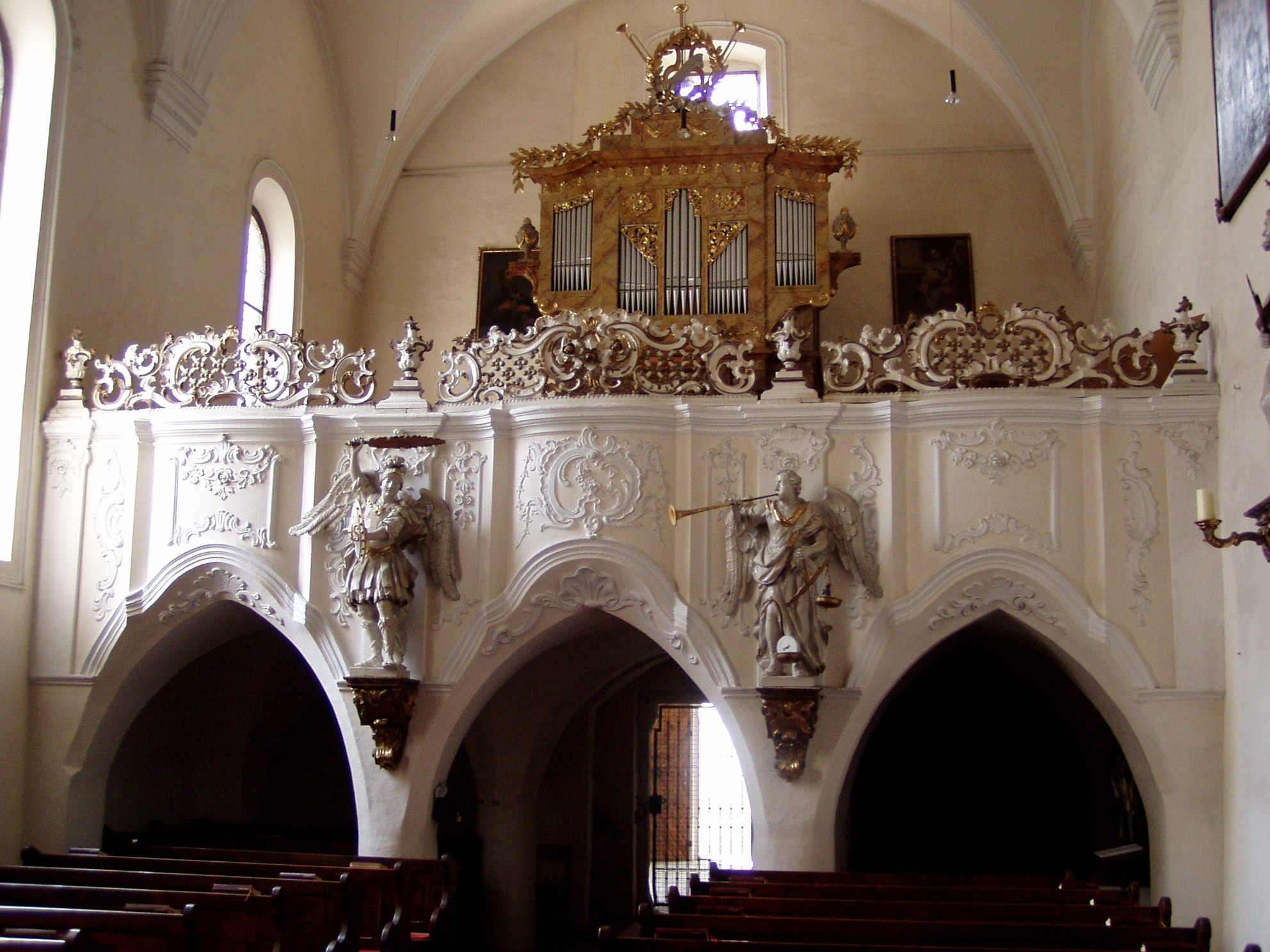
Westempore
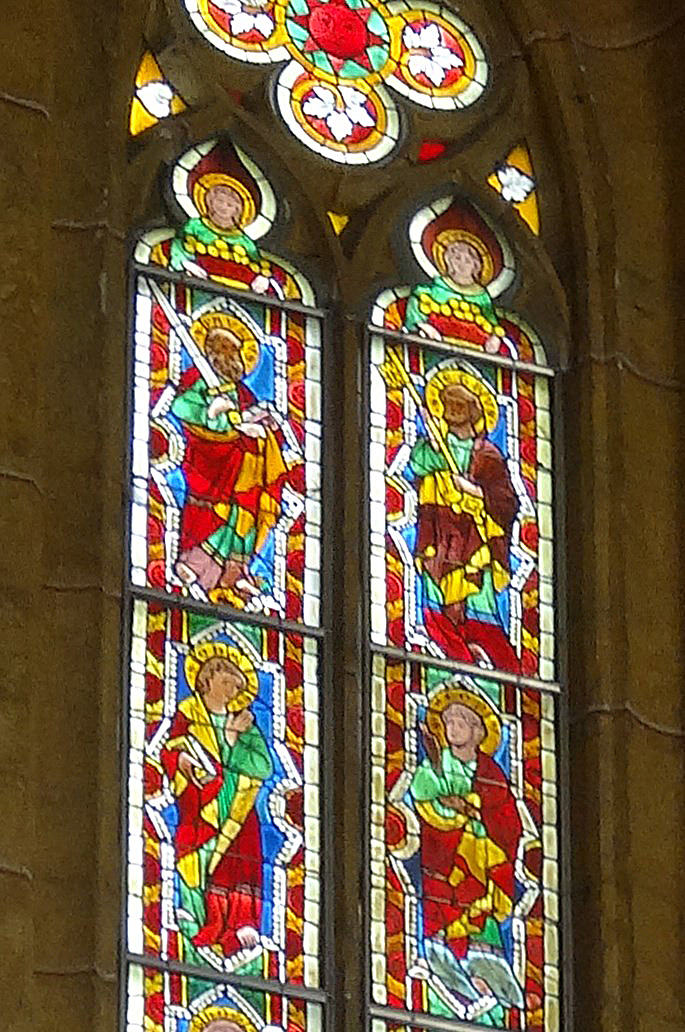
Chorfenster (Detail)
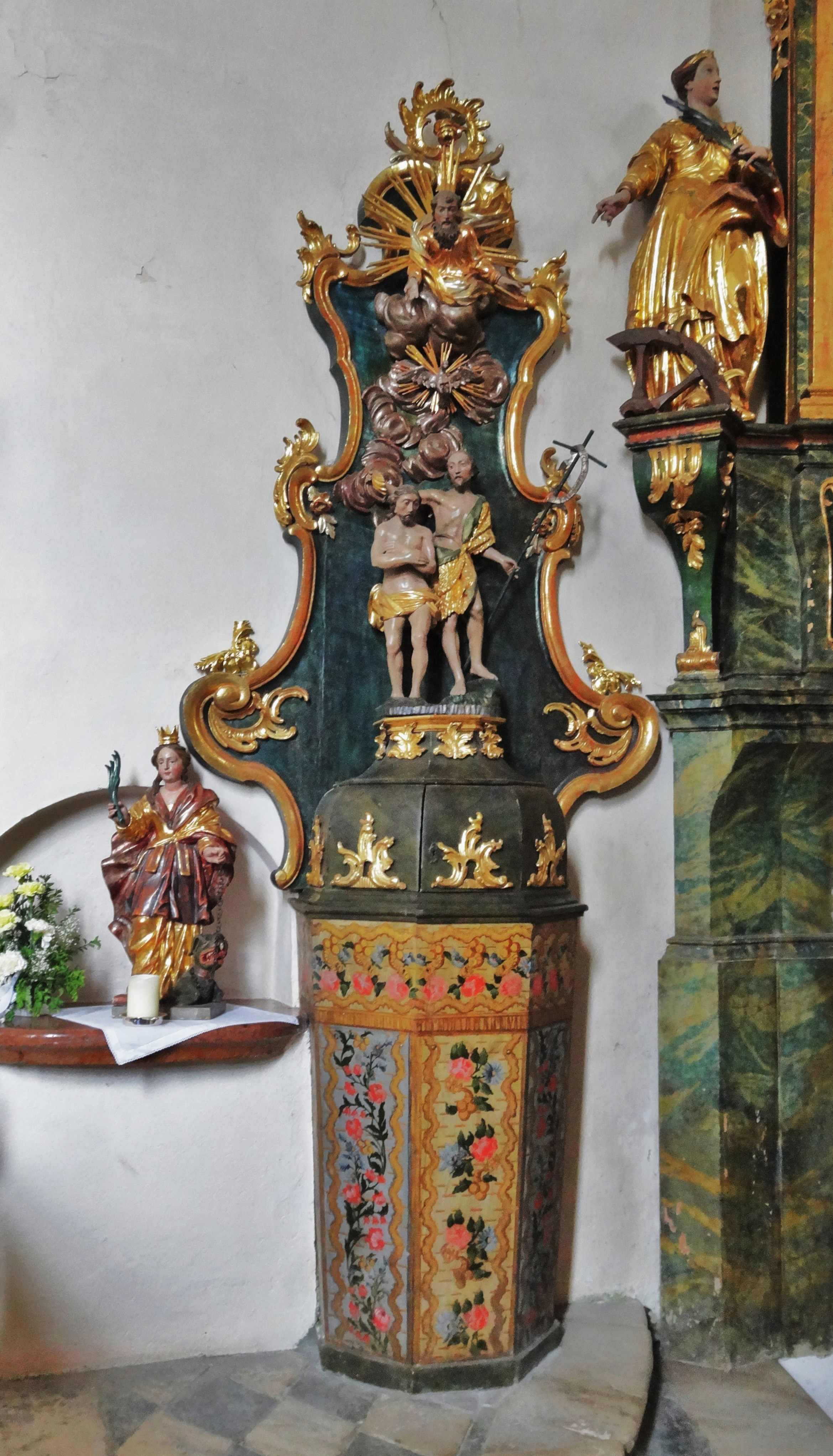
Taufbecken
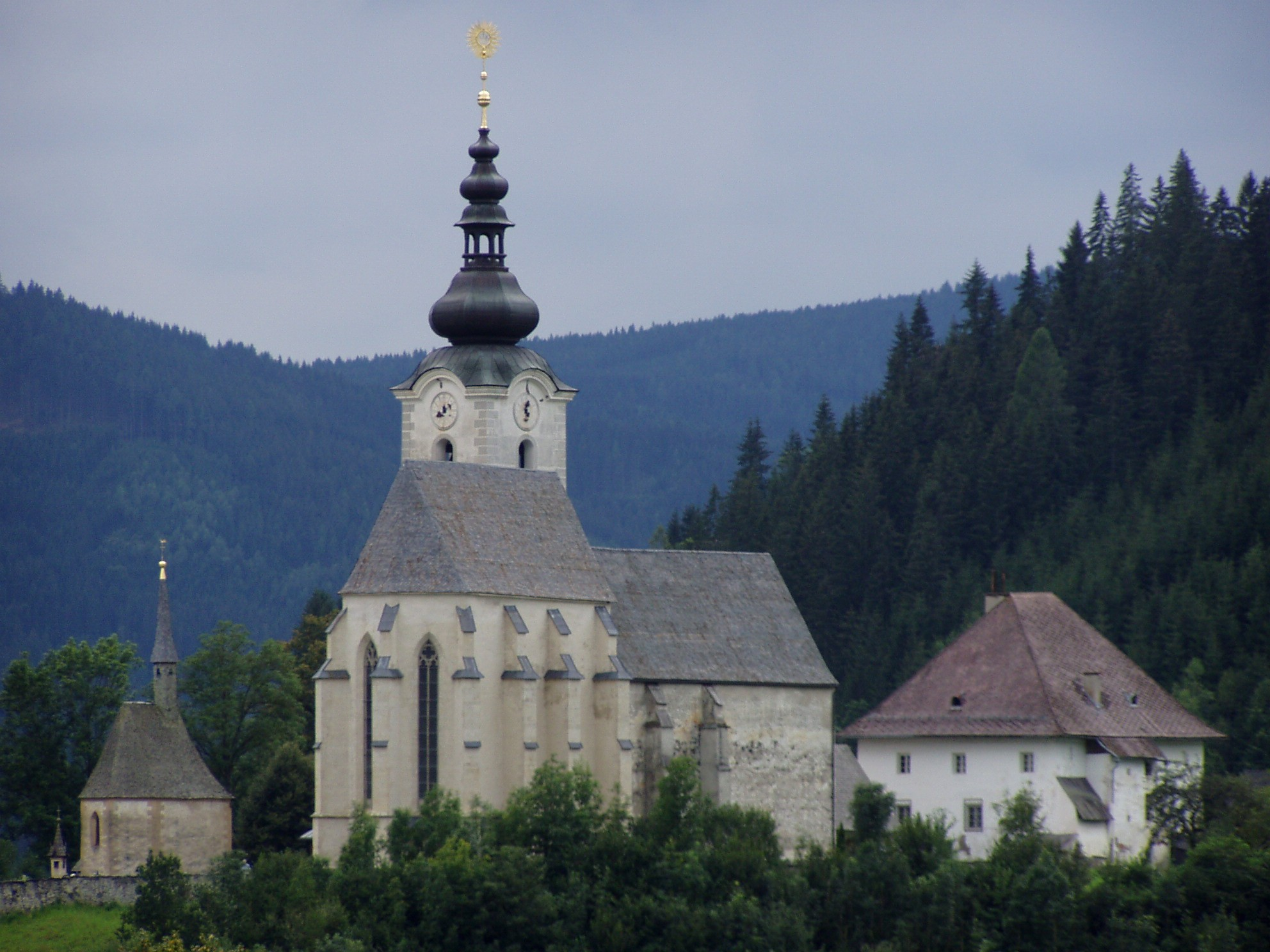
Pfarrkirche Lieding mit Karner und Pfarrhof

### Vorhalle

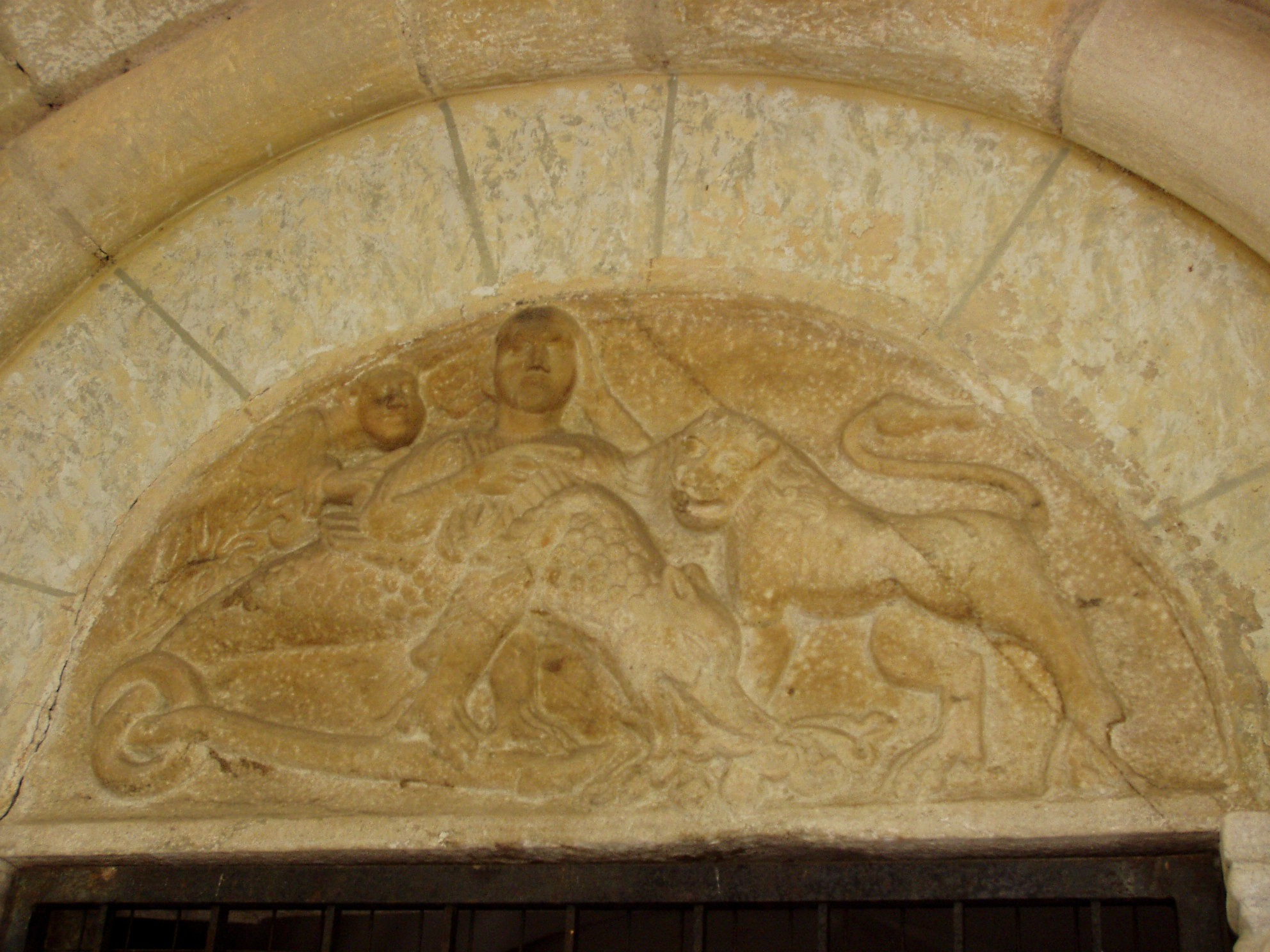
Tympanon des Portals

Das romanische Westportal aus der Zeit um 1220 führt aus der barocken Vorhalle in das Kirchenschiff. Im Bogenfeld des Portals zeigt ein Relief ein Motiv aus der Margarethenlegende. In der linken Hälfte ist ein Drache dargestellt, der gerade Margarethas Kleider und Schuhe verschlingt, während die Heilige über dem Drachen unversehrt auftaucht, was Assoziationen zu Gemälden weckt, auf denen Eva bei ihrer Erschaffung von Gott aus dem Körper Adams emporgezogen wird. Rechts steht ein Löwe, auf dessen Kopf Margarethe ihre linke Hand legt und auf den sie mit dem Zeigefinger der anderen Hand hinweist. Links oben schwebt ein Engel hinter der Heiligen und legt seine Hand auf ihre Schulter. Auf der Südseite der Vorhalle gibt es römerzeitliche Grabinschriften für das Ehepaar Attalus und Aeta. An der Nordseite steht ein Opfertisch mit zwei romanischen Kapitellfragmenten.

## Krypta, Turm und Sakristei

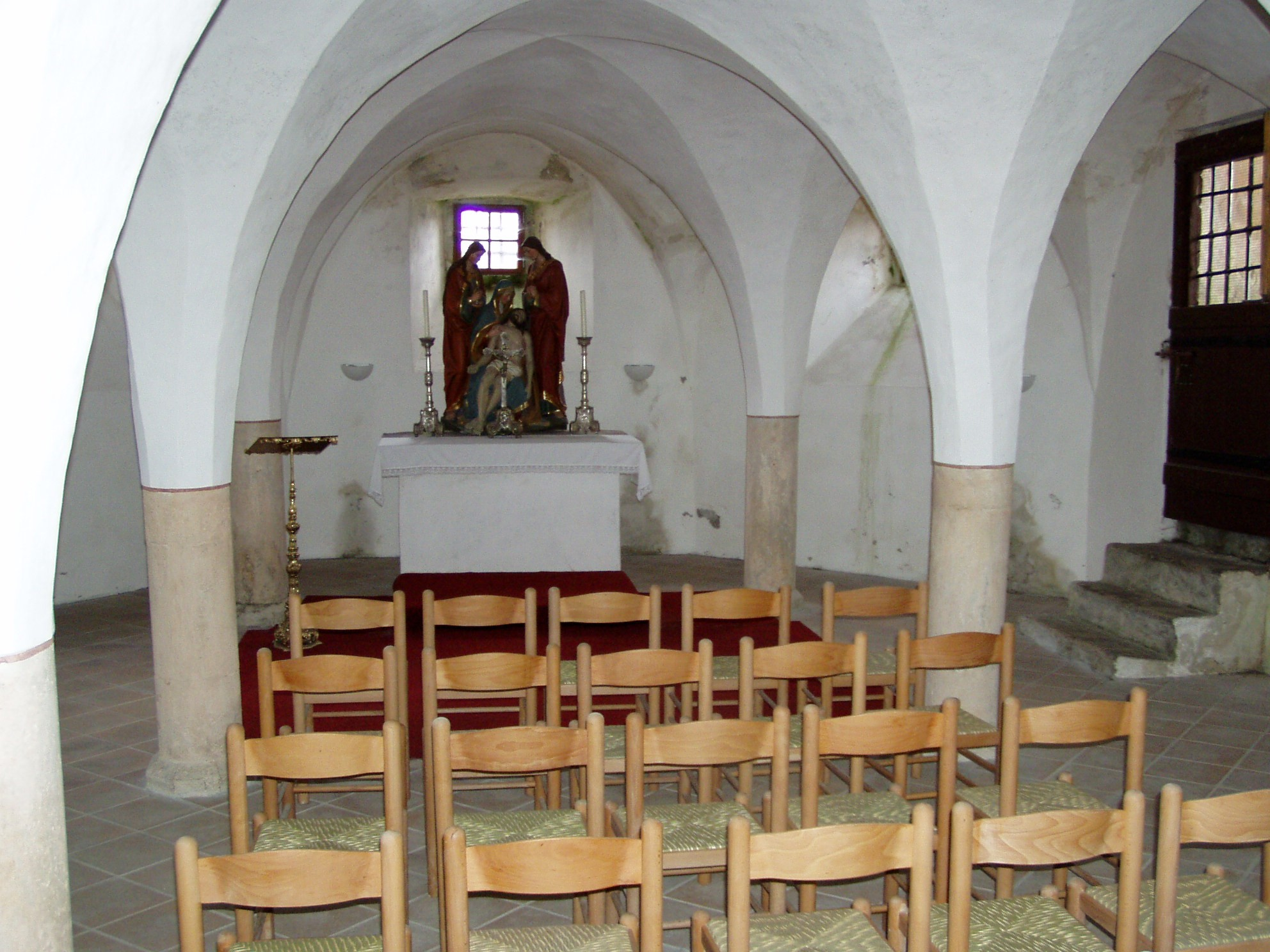
Krypta

Die frühgotische Hallenkrypta, erbaut 1330/50, hat die gleiche Fläche wie der Chorraum über ihr. Bei den Stufen zwischen Chor und Kirchenschiff führen seitlich zwei Treppen zu ihr hinunter. Ein weiterer Zugang befindet sich an ihrer Südwand. Die Krypta, deren Kreuzgratgewölbe auf Rundpfeilern ruht, ist dreischiffig, dreijochig und besitzt einen 5/8-Schluss. Auf der Mensa im Chorraum ist in Gestalt einer Vierergruppe die Beweinung Christi dargestellt.
Der mächtige quadratische fünfgeschoßige Turm an der Südseite des Langhauses besitzt im Glockengeschoß große Schallfenster und ist mit einem barocken Zwiebelhelm mit Laterne bekrönt. 2007 wurde der Turm außen renoviert. Die vergoldete Turmspitze zeigt das Jesusmonogramm IHS im Strahlenkranz.
Östlich schließt sich ein niedriger Sakristeibau an ihn an. Er ist zweijochig mit Kreuzgratgewölbe und Gurtbogen. An seiner Stelle hatte sich zuvor eine Taufkapelle befunden. Daher sind an der Turmmauer in der Sakristei noch Reste der Wandmalerei aus dem 14. Jahrhundert mit Motiven aus dem Leben von Johannes dem Täufer erhalten. Die Einrichtung der Sakristei stammt aus dem späten 17. Jahrhundert.

## Karner, Totenleuchte und Pfarrhof

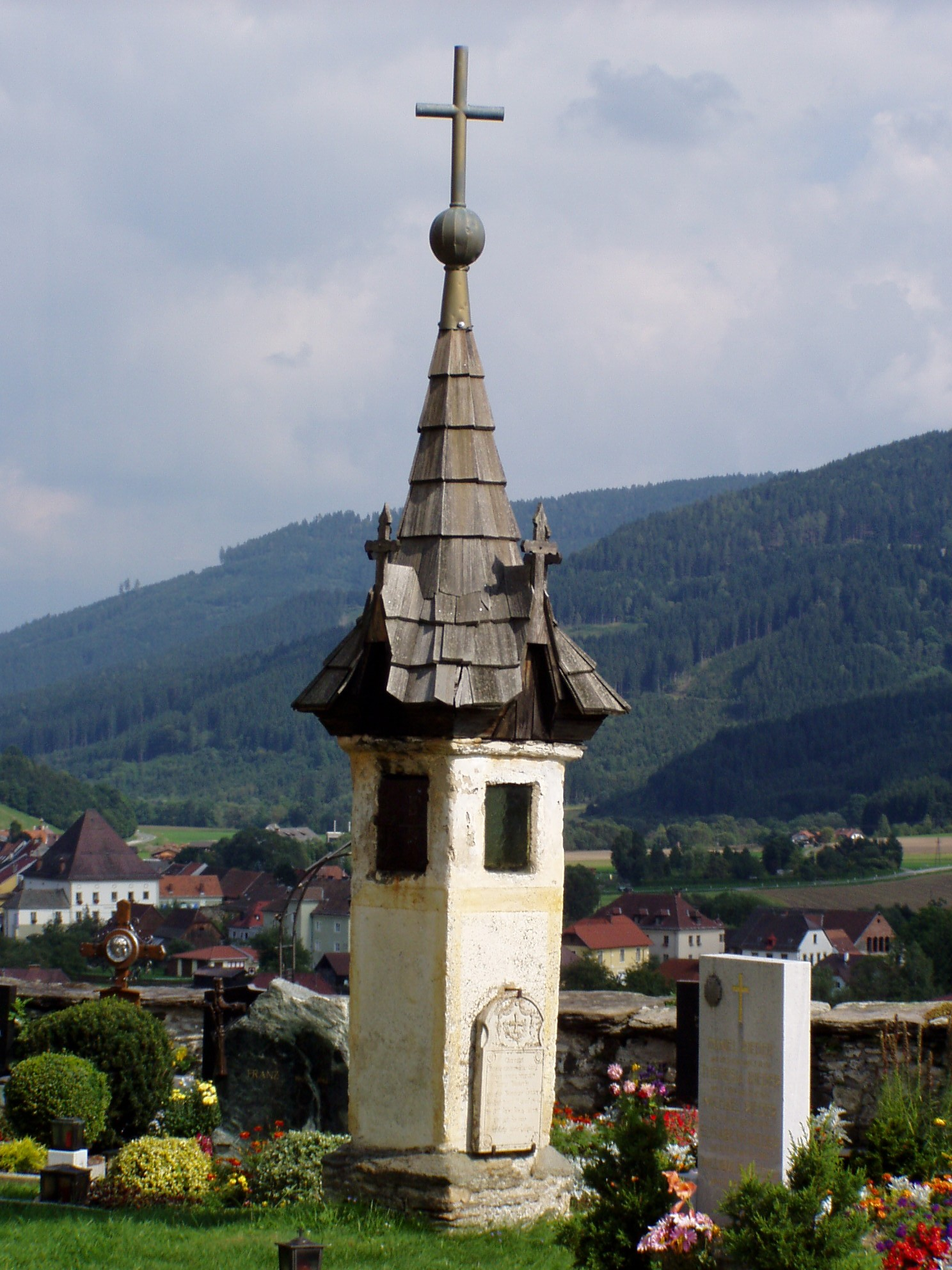
Totenleuchte

Der Karner steht wenige Meter südöstlich der Kirche. Die ehemalige Kapelle ist ein quadratischer gotischer Bau mit Kreuzrippengewölbe aus dem 14. Jahrhundert. Im 15. Jahrhundert wurde ein polygonaler Chorschluss (5/8-Schluss) angebaut. Als Eingang dient ein rundbogiges Westportal, die Fenster sind mit Spitzbögen ausgestattet. Bemerkenswert ist das steile, an der Westseite abgewalmte Steinplattldach, auf dem ein schlanker, hoher und ebenfalls mit Steinplattln verkleideter Dachreiter sitzt. Steinplattldächer sind charakteristisch für das späte 15. Jahrhundert, als Wehrbauten wie etwa Kirchen in der Zeit der Türkeneinfälle als Schutz gegen die Brandpfeile damit eingedeckt wurden.
Im Friedhof steht südseitig eine gotische Totenleuchte aus dem 15. Jahrhundert. Sie ist aus Sandsteinquadern erbaut, mit vier rechteckigen verglasten Fensteröffnungen versehen und mit Schindeln gedeckt. Das spitze Dach ist mit Fialen und Gauben mit Holzkreuzen verziert. Der Legende nach wurde die Totenleuchte 1346 von einem Bauern der Schattseite gestiftet, nachdem er bei Holzarbeiten seine einzige Tochter verloren hatte. Neben ihrem Grab soll er die Totenleuchte errichtet haben, um das Licht von seinem Hof auf der anderen Talseite sehen zu können.
Der im Kern spätgotische Pfarrhof ist dreigeschoßig. Über dem Rundbogenportal ist ein Wappen zu sehen. Die Räume im ersten Stock sind im Rokokostil stuckiert.